# Романов Микола Іванович
Микола Іванович Рома́нов (нар. 1937) — колишній український радянський футболіст, захисник, вихованець київської ФШМ. Грав за київські команди «Динамо» і «Арсенал», дніпропетровський «Дніпро».

## Загальні відомості
Народився 1937 року.
1955—1956 — навчання у київській ФШМ (Футбольна школа молоді).
До 1958 року грав за молодіжний склад київського «Динамо».
1959—1962 — захисник київського «Арсеналу», який на той час виступав в групі «Б» Чемпіонату СРСР. Провів 112 матчів в Чемпіонаті і зіграв 4 матчі за Кубок СРСР.
1963 — грав за дніпропетровський «Дніпро», за який провів 19 матчів в чемпіонаті СРСР (клас «А») і 2 матчі в Кубку СРСР.
1964 — гравець команди «Чайка» Балаклава.
1965—1967 — гравець київського «Більшовика».